# Brazos Valles
Le Brazos Valles sono una struttura geologica della superficie di Marte.